# 明治通り (久留米市)

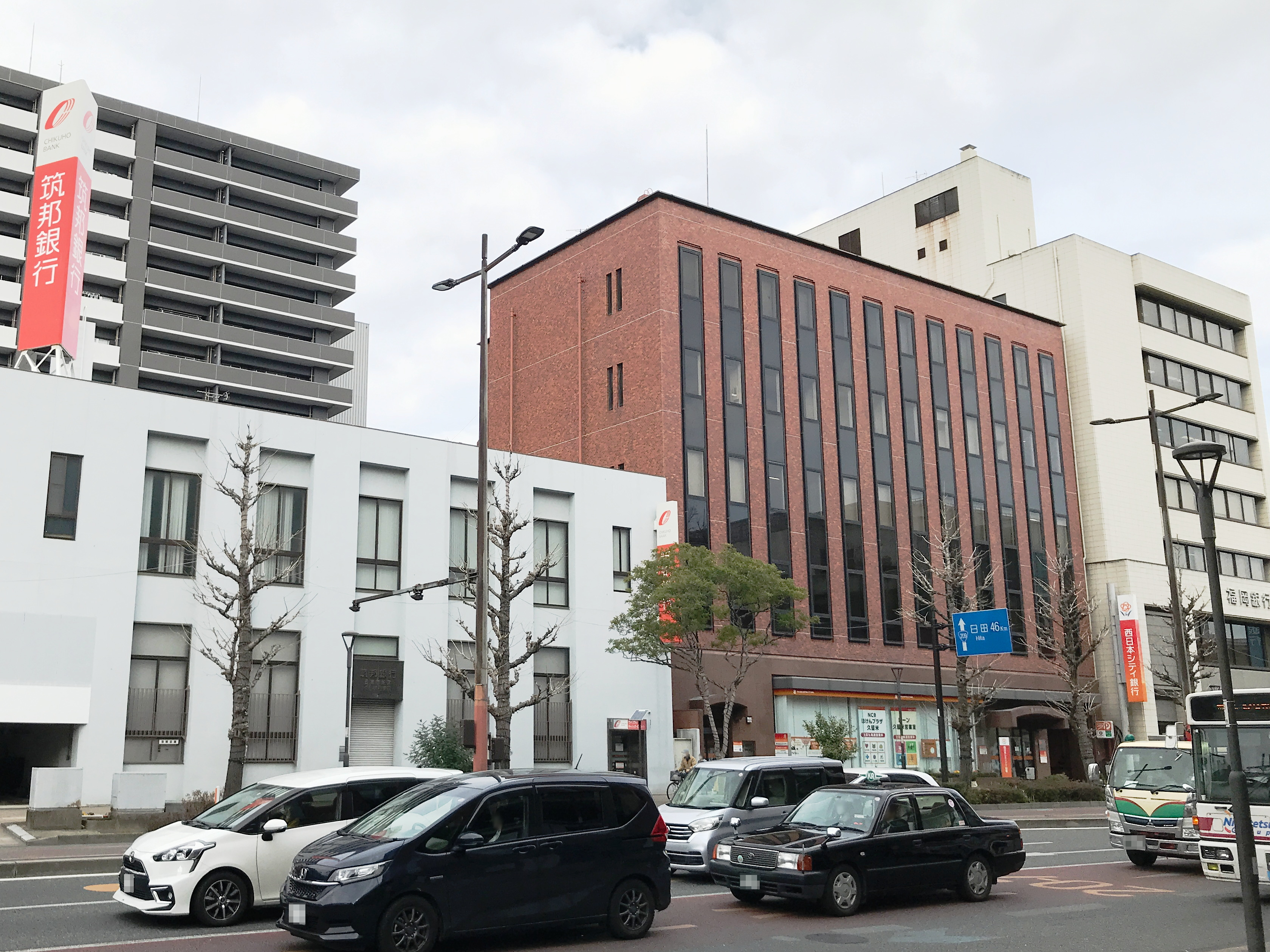
銀行オフィスが並ぶ六ツ門交差点東側

明治通り（めいじどおり）は、福岡県久留米市の中心街、中央町交差点から東町交差点までの約1.8キロメートルにおよぶ道路の通称である。

## 概要
久留米市の中心市街を東西に走る大動脈である。特に東に進み西鉄天神大牟田線 西鉄久留米駅に近づくほどオフィスビルが多くなる。常時交通量は多く、一部を除き片側2車線で整備されている。約30社の銀行・証券会社、生命保険会社、郵便局（久留米郵便局）等の金融関係の事業所等が通り沿いに集積しており、金融街を形成している。
また付近にバスの車庫があるJR鹿児島本線・久大本線 久留米駅と、バスターミナルのある西鉄天神大牟田線 西鉄久留米駅の間の区間であるため、1日に約1,200便ものバスが往来しており、ラッシュ時は左車線がバス専用レーンとなる。夜間はタクシーが多い。
毎年8月に開催される夏祭りの「水の祭典久留米まつり」では、明治通り中ほどの1キロメートル余りの区間を歩行者天国にして、昼夜に亘る神輿（パレード）・踊りなどが行われる。それまで一部車線規制の下で行われていたパレードが全幅歩行者天国で実現したのは1974年（昭和49年）からである。
街路樹のイチョウ並木は明治通りを特徴付ける景観のひとつになっている。
中央町交差点から本町交差点までは福岡県道753号一丁田久留米停車場線、本町交差点から六ツ門交差点までは国道264号、六ツ門交差点から東町交差点までは国道209号に指定されている。豆津バイパス建設による指定変更前は、福岡県道753号の区間も国道264号だった。

## 地理

### 交差する道路
| 交差する道路 | 交差する場所 | 交差する場所   | 備考                                              |
| --- | ------------ | -------------- | ------------------------------------------------- |
| 福岡県道753号一丁田久留米停車場線〈水天宮通り〉                                                                    | 中央町       | 中央町交差点   | 西端（佐賀市方面）                                |
| 市道〈医大通り〉                                                                                                   | 中央町       | 荘島交差点     | （県道17号・鳥栖市方面）                          |
| 国道264号・福岡県道23号久留米柳川線〈三本松通り〉 市道〈三本松通り〉 福岡県道753号一丁田久留米停車場線〈小頭通り〉 | 日吉町       | 本町           | （柳川市・佐賀市方面） （花畑駅方面）             |
| 市道〈櫛原バイパス〉 国道209号                                                                                     | 日吉町       | 六ツ門         | （鳥栖市方面） （大牟田市方面）                   |
| 福岡県道758号藤田日吉町線                                                                                          | 日吉町       | 日吉町         | （花畑駅方面）                                    |
| 市道〈広又通り〉                                                                                                   | 東町         | 西鉄久留米駅前 | （豆津橋方面）                                    |
| 国道322号〈文化センター通り〉 国道3号                                                                              | 東町         | 東町           | 東端（日田市方面） （鳥栖市方面および八女市方面） |

## 周辺

### 金融機関
- 福岡中央銀行
- 十八親和銀行
- 日本生命
- 三井住友銀行
- 筑邦銀行
- 西日本シティ銀行
- 福岡銀行 久留米営業部・東久留米支店
- 三菱UFJ銀行
- 野村證券
- りそな銀行
- 肥後銀行
- 筑後信用金庫 本店
- 熊本銀行
- 佐賀銀行

### その他
- 久留米シティプラザ
- 久留米郵便局
- カトリック 久留米教会
- ワシントンホテルプラザ
- 久留米警察署 西鉄久留米駅前交番
- 西鉄久留米駅・西鉄久留米バスセンター
- 久留米岩田屋